# Regina cântecelor
Regina cântecelor, grafiat la momentul lansării Regina cîntecelor, (titlul original: în spaniolă La reina del Chantecler) este un film muzical dramatic spaniol, realizat în 1962 de regizorul Rafael Gil după un subiect de un subiect de José Zamora, protagoniști fiind actorii Sara Montiel, Alberto de Mendoza, Luigi Giuliani și Greta Chi.

## Rezumat
Frumoasa Charito triumfă la Teatrul Chantecler din Madrid ca vedetă, în timpul Primului Război Mondial. Frumusețea și talentul ei îi fac pe toți bărbații bogați să-i ofere bijuterii și tot felul de cadouri, dar ea este îndrăgostită de un tânăr jurnalist, Federico de la Torre, și se face că nu aude când i se spune că acesta este un escroc care o înșală cu alte femei.
Madridul fiind capitala uneia dintre puținele țări neutre din timpul războiului, este și un focar de spioni. Charito însăși este abordată de Henri Duchel, șeful serviciului secret francez, dar ea refuză. Federico, la rândul său, se pretează uneori la asta, cu ajutorul fostei sale amante, Contesa de Monteluna. Charito este invitată să-l acopere pentru a împiedica aceste întâlniri să fie prilejul unui duel cu soțul contesei. Charito deschide în sfârșit ochii și îl abandonează pe Federico: ea fuge de scandal mergând să locuiască o perioadă în San Sebastian.
Ajunsă în Țara Bascilor, ea participă la festivalurile de la Oiartzun și îl întâlnește pe Santi, un tânăr jucător de pelotă pe care îl cunoscuse la Madrid. Tânărul nu știe meseria lui Charito și nici numele ei adevărat, pentru că ea se prezintă drept Margarita și se îndrăgostesc de sărbători. Își întâlnește familia, carlistă și conservatoare, și se comportă ca o tânără obișnuită. Dar idila lor este întreruptă când sosesc Federico și Mata Hari iar ea trebuie să revină în serviciu la cazinoul din San Sebastian. În plus, prietenii lui Santi îi dezvăluie adevărata identitate a lui Charito, pe care vine să o vadă cântând pe scenă. Devastat de descoperirea sa, el se sinucide și este aruncat de un val pe digul portului în timpul unei furtuni, spulberând speranțele lui Charito de a se întoarce la o viață mai normală.

## Distribuție
- Sara Montiel – Charito
- Alberto de Mendoza – Federico de la Torre
- Luigi Giuliani – Santi de Alcíbar
- Greta Chi – Mata Hari
- Gérard Tichy – Henri Duchel
- Amelia de la Torre – Adelina
- Milagros Leal – Doña Pura
- Ana Mariscal – Carola, contesa de Valdeluna
- Julia Caba Alba – Doña Exaltación
- José Franco Pumarega – Don Pagaré
- José Orjas – impresarul
- Pedro Osinaga – Iñaki Aguirre
- Francisco Piquer – Rafael
- Mary Begoña – La Pepa
- Antonio Garisa – crupierul

## Lansare
Filmul Regina cântecelor a avut premiera pe data de 25 octombrie 1962.
În România premiera filmului a avut loc la data de 22 februarie 1965 la „Sala Palatului”, cinematografele „Patria” și „București” din capitală.